# Maria Bosi
Maria Aurelia Bosi (căsătorită Igorov, n. 26 aprilie 1954, Bistrița, România) este o fostă handbalistă română care a jucat pentru echipa națională a României pe postul de extremă.

## Biografie
Maria Bosi și-a început cariera la Școala Sportivă pentru Elevi Bistrița, fiind pregătită de antrenorul Tellman Martini. A jucat apoi ca junioare la Liceul Nr.2 „Mihai Eminescu” din Iași, cu care a obținut titlul național în 1972.
Ea a fost convocată pentru prima oară la echipa națională de junioare a României în 1968. În total, Bosi-Igorov a înscris pentru reprezentativele românești de junioare și tineret 58 de goluri în 18 meciuri.
În 1972, ea a fost convocată la selecționata de senioare. Maria Bosi-Igorov a fost componentă a selecționatei României care a câștigat medalia de argint la Campionatul Mondial de Handbal Feminin din 1973, desfășurat în Iugoslavia. De asemenea, a făcut parte și din selecționata României care s-a clasat pe locul patru la Campionatul Mondial de Handbal Feminin din 1975, desfășurat în URSS.
În 1974, ea a câștigat titlul național alături de echipa IEFS București. Un an mai târziu, în sezonul competițional 1974/75, Bosi-Igorov a ajuns cu IEFS până în semifinalele Cupei Campionilor EHF, unde a fost învinsă de Spartak Kiev.
În urma unei ședințe de analiză cu toți antrenorii echipelor de handbal feminin, desfășurată în 1975, după Campionatul Mondial, s-a stabilit prin vot deschis clasamentul pe posturi din lotul lărgit al selecționatei României. Clasamentul extremelor dreapta a fost următorul: Maria Bosi (38 voturi), Nadire Ibadula Luțaș (35 voturi). În 1976, cele 22 de jucătoare alese prin vot au fost urmărite în meciuri de pregătire și din campionatul intern, iar lotul a fost restrâns apoi la 16 jucătoare cu care s-a atacat etapa finală de omogenizare și pregătire.
Astfel, în final, Maria Bosi-Igorov a fost selectată să facă parte din naționala de 14 handbaliste a României care a obținut locul patru la Jocurile Olimpice de vară din 1976, desfășurate la Montreal. Ea a jucat în toate cele cinci meciuri și a înscris treisprezece goluri.
În 1978, Maria Bosi se transferă la Constructorul Baia Mare, echipă antrenată de Constantin Popescu. Având în componență și alte handbaliste importante precum Elisabeta Ionescu sau Hilda Hrivnak-Popescu, echipa din Baia Mare ajunge în finala Cupei României în 1978 și devine vicecampioană națională în 1979.
Maria Bosi Igorov a fost componentă a echipei României care s-a clasat pe locul șapte la Campionatul Mondial din 1978. Ea a jucat în toate cele cinci meciuri și a înscris 10 goluri.
Maria Bosi-Igorov fost chemată pentru prima dată în 1972 la echipa națională a României, pentru care a evoluat în total în 168 de partide, în care a înscris 253 goluri.

## Cariera profesională
Maria Bosi-Igorov a fost pe rând laborant, profesor de educație fizică la Petroșani, Zalău, Baia Mare și Curtea de Argeș. Din februarie 1993 a devenit asistent, apoi lector universitar la Academia Națională de Educație Fizică și Sport București, iar în 2004 a obținut diploma de doctor în Educație Fizică.
Între 2001-2005, ea a fost membră în Comisia de Apel a Federației Române de Kaicac-Canoe, iar din 2005 este membră în Comisia Tehnică a Federației Române de Handbal.

## Palmares
Echipa națională
- Campionatul Mondial:
  -  Medalie de argint: 1973

- Campionatul Balcanic:
  -  Medalie de aur: 1980

Club
- Cupa Campionilor EHF
  - Semifinalistă: 1975

- Campionatul Național
  - Câștigătoare: 1974

## Distincții
În 1970, Mariei Bosi i s-a conferit titlul de „Maestru al Sportului”, iar în 2003, titlul de „Maestru Emerit al Sportului” pentru medalia de argint obținută la Campionatul Mondial din 1973.
În octombrie 2010, cu ocazia competiției „Trofeul Carpați”, Federația Română de Handbal a programat o ceremonie dedicată fostelor componente ale echipei naționale care au atins minimum o sută de selecții. Cu această ocazie, Mariei Bosi i s-au înmânat o plachetă și o diplomă de excelență care îi conferă titlul de membru de onoare al FRH.

### Decorații
- Medalia „Meritul Sportiv” clasa I (18 august 1976) „pentru rezultatele deosebite obținute la Jocurile olimpice de vară de la Montreal – 1976, precum și pentru contribuția adusă la dezvoltarea activității sportive și la creșterea prestigiului sportului românesc pe plan internațional”[9][10]

## Lucrări
Singură sau împreună cu alți autori, Maria Bosi a scris câteva lucrări didactice privitoare la handbal:
- Dragnea A., Bota A., Deliu D., Grigore V., Igorov Marina, Manos M., Mitrache G., Ozarchievici C., Popescu G., Sabău E., Simion L., Stănescu M., Herbănoiu S., Teodorescu S., Ghid Metodologic pentru organizarea și desfășurarea activităților de educație fizică și sport la copiii instituționalizați (7 – 14 ani). Programe și aplicații, Editura A.N.E.F.S., București, 2002
- Igorov Maria, Handbal – copii și juniori, Editura Academiei de Înalte Studii Militare, București, 2003, ISBN 973 8317 92 4
- Igorov Maria, Handbal – Bazele antrenamentului sportiv, Editura Universității Naționale de Apărare, București 2005, ISBN 973 663 242 3
- Ghițescu G., Croitoru D., Stoica M., Teodoru M., Igorov Maria, Manos M., Dina L., Ciolcă S., Badea D., Stănescu R., Dina G., Caracaș V., Murărețu D., Puicu L., Răchită C., Ioannidis K., Relația dintre raționalizarea mijloacelor de antrenament și individualizarea pregătirii în jocurile sportive, Editura Bren, 2008, ISBN 978 973 648 777 4
- Igorov Maria, Instruirea în handbal – copii și juniori, Editura Moroșanu, București, 2009, ISBN 978 973 898 6 72 7
- Igorov Maria, Handbal - Metodica antrenamentului, curs universitar, A.N.E.F.S.București, 2009
- Igorov Maria, Handbal –Metodică, Editura Moroșanu, București, 2009, ISBN 978 973 89 86 74 9

De asemenea, ea este autoarea a numeroase articole publicate în reviste de specialitate și a numeroase expuneri în diferite conferințe și comunicări.